# 諾克斯鎮區 (北達科他州本森縣)
諾克斯鎮區（英語：Knox Township）是位於美國北達科他州本森縣的一個鎮區。

## 地方資料
諾克斯鎮區的面積為94.26平方千米，當中陸地面積為92.69平方千米，而水域面積為1.57平方千米。根據2010年美國人口普查的數據，當地共有人口28人，而人口密度為每平方千米0.3人。